# Thandi Klaasen
Thandi Klaasen (Sophiatown, 1931. szeptember 27. – ?, 2017. január 15.) dél-afrikai dzsesszénekesnő. Lorraine Klaasen énekesnő lánya.
| Kattints az alábbi külső linkek egyikére! | Kattints az alábbi külső linkek egyikére! |
| ----------------------------------------- | ----------------------------------------- |
| Nem található szabad kép.(?)              |                                           |
| külső link · jogvédett                    | Thandi Klaasen                            |

## Pályakép
Sophiatownban nőtt fel. Egy cipész lánya volt. Tizenéves korában lángoló benzinnel támadtak rá, emiatt az arcán véglegesen heget őriz.
Énekesi és táncos karrierje az 1950-es évek közepén kezdődött.
Dolly Rathebe, Miriam Makeba, Dorothy Masuka és mások voltak vele egy színpadon.
85 éves korában hasnyálmirigyrákban halt meg. Állami temetést kapott.